# ياسين الحواصلي
ياسين الحواصلي ( مواليد 8 يناير 1990 -) في المغرب هو لاعب كرة قدم مغربي يلعب لنادي الجيش الملكي المغربي ومنتخب المغرب لكرة القدم كحارس مرمى.
وقّع ياسين الحواصلي عقداً مع نادي بنفيكا البرتغالي وهو في السابعة عشر من عمره وكان جزءا من الفريق الذي فاز بالثلاثية المحلية في موسم 2013 – 2014. انتقل ياسين الحواصلي بعدها إلى الجيش الملكي، مقابل 2 مليون يورو مما جعل منه أغلى حارس مرمى في تاريخ الدوري المغربي.
ثم بعدها إلى نادي شباب الريف الحسيمي .